# Воћни колач
Воћни колач је колач направљена од кандираног или сушеног воћа, орашастих плодова и зачина, а по жељи натопљена жестоким алкохолом. У Уједињеном Краљевству, одређене богате верзије могу бити залеђене и украшене.
Воћне торте се обично служе за прославу венчања и Божића. С обзиром на њихову богату природу, воћни колачи се најчешће конзумирају сами, а не са зачинима.

## Историја
Најранији рецепт из старог Рима наводи семенке и суво грожђе које су помешане у јечмену кашу.  У средњем веку додавани су мед, зачини и конзервирано воће.
Воћни колачи су се убрзо прошириле широм Европе. Рецепти су се веома разликовали у различитим земљама кроз векове, у зависности од доступних састојака, као и (у неким случајевима) црквених прописа који забрањују употребу путера, у вези са поштовањем поста. Папа Иноћентије VIII је коначно одобрио употребу путера, у писаној дозволи познатој као „Писмо о путеру“ 1490., дајући дозволу Саксонији да користи млеко и путер у воћним колачима штолен. 
Почевши од 16. века, шећер из америчких колонија стварао је вишак кандираног воћа, чинећи тако воћне колаче приступачнијим и популарнијим. Енглески воћни колач из 17. века првобитно је био квасац, а рум и суво воће су помогли да се продужи рок трајања колача.

## У разним земљама

### Аустралија
У Аустралији, воћни колач се конзумира током целе године, али најчешће на Божић, и доступан је у већини мега маркета. Торти се ретко даје глазура; често се конзумира са путером или маргарином, или кремом.

### Бахами
На Бахамима не само да је воћни колач преливен румом, већ и састојци. Сво кандирано воће, ораси и суво грожђе стављају се у затворену посуду и натапају најтамнијим румом, било где од 2 недеље до 3 месеца унапред. Састојци се измешају, а када се колач испече, на њега се сипа рум док је још врућ.

### Бугарска
У Бугарској је обичан воћни колач познат као кекс, је домаћа и конзумира се током целе године. Рецепти за кекс се разликују, али обично садрже брашно, путер и/или уље за кување, млеко, квасац, јогурт, јаја, какао, орахе и суво грожђе.
Постоји и друга специфична врста колача који се припрема за Ускрс, а који је познат као козунак.

### Канада
Воћни колач се обично једе током божићне сезоне у Канади. Канадски воћни колач је по стилу сличан британској верзији. Међутим, ретко постоји шлаг на торти, а алкохол се обично не ставља у божићне колаче који се продају. Колачи су у облику мале векне хлеба и често прекривени марципаном.
Најчешћи се конзумирају тамни, влажни и богати божићни воћни колачи, док се ређе конзумирају бели божићни колачи. Ови колачи се обично праве од средине новембра до почетка децембра када време почне да се хлади. Они су основни производ током божићне вечере и такође могу бити поклон који се генерално размењује између пословних сарадника и блиских пријатеља/породице.

### Немачка
У Немачкој пецива која одговарају опису воћних колача обично се не сматрају колачима, већ слатким хлебом.
Штолен је у облику векне и често је споља посут шећером у праху. Обично се прави од квасца, путера, воде и брашна, уз додатак корице цитруса, кандиране коре цитруса, сувог грожђа и бадема.
Најпознатији је Дрезденски штолен,  који се продаје на божићној пијаци у Дрездену. Званични Дрезденски штолен, који производи само 150 пекара у Дрездену и неким суседним насељима, носи посебан печат који приказује изборног бирача Августа II Јаког. Обично је прекривен кором збијеног шећера у праху дебљине око 1 цм, али се заправо дефинише богатством путера и одређеним воћем и орашастим плодовима: По килограму брашна Дрезденски штолен мора по закону да садржи најмање 650 грама сувог грожђа, 500 грама путера, 200 грама сукаде и 150 грама бадема.  Рецепт је настао 1491., када је након неколико генерација лобирања од стране изборника Ернеста, војводе Алберта III и њихових предака, папа Иноћентије VIII дао изузеће од римокатоличке забране употребе путера током поста саксонским пекарима. 
У Бремену, локални воћни колач под називом Клабен се традиционално продаје и једе током божићне сезоне. Бремер Клабен је врста штолена који се након печења не посипа шећером у праху. И Дрезденски штолен и Бремен Клабен су заштићене географске ознаке.

### Индија
Воћни колач је богата густа торта препуна сувог воћа и орашастих плодова ароматизованих зачинима који се обично праве током Божића. У Индији, ово се налази свуда током божићне сезоне, иако је такође доступно током целе године.

### Ирска
У Ирској се на Ноћ вештица једе врста слатког хлеба који се зове бармбрак. Торта садржи различите предмете као што су прстен или мали новчић, од којих сваки означава различито богатство за особу која га пронађе.

### Италија
Панфорте је густа тосканска воћна торта која датира из Сијене из 13. века. Панфорте је снажно зачињен зачинима и печен у плитком облику. Ђеновска воћна торта, нижа, гушћа, али ипак мрвљива сорта, зове се пандолче („слатки хлеб“).
Губана је торта из регије Фурланије-Јулијске крајине, тачније из области око Чивидале дел Фријули. То је колач од дизаног теста са надевом од орашастих плодова, сушеног воћа, шећера и ракије која се умота у спирално пуњену цев која се затим увије у облик руже или пужеве љуске. Губана се често једе са алкохолом око празничне сезоне. Комбинује италијанске, фурланске и словеначке укусе и стилове кувања како би направио јединствен слаткиш.
Панетоне је милански слатки хлеб, који се служи око Божића, који је традиционално пуњен сувим и кандираним воћем, са конзистенцијом векне хлеба.

### Пољска
Кекс је воћни колач који се једе током божићне сезоне. То је бисквит у облику векне са значајним садржајем орашастих плодова, сувог грожђа, смокава и кандираног воћа.

### Швајцарска
Бирненброт је густа слатка швајцарска воћна торта са кандираним воћем и орасима.

### Уједињено Краљевство
У Великој Британији воћни колачи се праве у различитим врстама од изузетно лаганих до богатих и влажних.
Традиционална божићна торта је округла воћна торта прекривена марципаном, а затим белом глазуром или глазуром од фонданта. Често је додатно украшена снежним сценама, листовима илекса и бобицама (правим или вештачким), или ситним украсним црвендаћима или Снешким Белићима. Такође је традиција да се слична торта служи на свадбама.
У Јоркширу се воћни колач често сервира уз сир. Воћне торте у Уједињеном Краљевству често садрже рибизле и трешње, а пример ове врсте је Ђенова торта . Врста воћног колача која потиче из Шкотске, Данди торта. Не садржи кандирано воће, али је украшена бадемима.
Историјски се називао колач од шљива у Енглеској од око 1700. 

### Сједињене Државе
Типични амерички воћни колачи су садрже доста воћа и ораха.
Воћне торте по поруџбини у Америци започеле су 1913. Комерцијалне воћне колаче често продају из каталога добротворне организације као прикупљање средстава.
Већина америчких воћних колача који се масовно производе не садрже алкохол, али они који се праве по традиционалним рецептима су засићени ликерима или ракијом и прекривени шећером у праху, а оба спречавају појаву буђи. Постељина натопљена ракијом (или вином) може се користити за чување воћних колача, а неки људи сматрају да се воћни колачи побољшавају са годинама.

## Рок трајања
Када воћни колач садржи доста алкохола, може се чувати дуги низ година. На пример, воћни колач печен 1878. чувала је као наследство једна породица у Текумсеу; од 2019. године, пекарева пра-праунука је чувар торте. Умотавање торте у платнено рубље натопљено алкохолом пре складиштења је један од начина да се продужи рок трајања.
Воћни колач стар 106 година који је 2017. открио Антарктички фонд за наслеђе описан је као у „одличном стању“ и „скоро“ јестив.
 

### Цитати
1. ↑  Rowan, Terry. Having a Wonderful Christmas Time Film Guide.. Retrieved June 12, 2015.
2. ↑  Vehling (1977).
3. 1 2  Robert Sietsema. "A Short History of Fruitcake" Архивирано 2008-06-18 на сајту , The Village Voice, November 20–26, 2002.
4. ↑  Goldstein, Darra (2015). The Oxford Companion to Sugar and Sweets (на језику: енглески). Oxford University Press. стр. 171. ISBN 978-0-19-931339-6.
5. ↑  Meyers Lexikon Архивирано 2009-12-31 на сајту : "Besonders bekannt ist der Dresdner Stollen" ("the Dresden Stollen is especially well-known")
6. ↑  Swiss recipes, Grandma´s Birnenbrot Архивирано 2009-04-12 на сајту
7. ↑  Goldstein, D.; Mintz, S.; Krondl, M.; Rath, E.; Mason, L.; Quinzio, G.; Heinzelmann, U. (2015). The Oxford Companion to Sugar and Sweets. Oxford University Press. стр. 120. ISBN 978-0-19-931339-6.
8. ↑  „Holidays—and Centuries—Come and Go, but for the Faithful Fords, It's Semper Fidelia's Fruitcake”. People Magazine. 30. 11. 1987. Приступљено 9. 4. 2016.
9. ↑  „A Michigan family has preserved a fruitcake that was baked in 1878”. The Indian Express (на језику: енглески). 2019-12-16. Приступљено 2022-09-27.
10. ↑  „Fruitcake From Robert Scott Expedition Is 'Almost' Edible at 106 Years Old”. The New York Times. 15. 8. 2017. Приступљено 14. 8. 2017.

### Цитирани радови
- Vehling, Joseph Dommers (1977). Apicius: Cookery and Dining in Imperial Rome. Dover Publications. ISBN 0-486-23563-7.